# Distritos da Nova Zelândia
Na Nova Zelândia um distrito é uma área de territorial, governada por um Conselho de Distrito. Foram formados após as reformas lançadas pelo governo de Nova Zelândia em 1989.

## Distritos
Existe actualmente 53 distritos:
- Distrito de Ashburton
- Distrito de Buller
- Distrito de Carterton
- Distrito de Central Hawke's Bay
- Distrito de Central Otago
- Distrito de Clutha
- Distrito de Far North
- Distrito de Gisborne
- Distrito de Gore (Nova Zelândia)
- Distrito de Grey
- Distrito de Hastings
- Distrito de Hauraki
- Distrito de Horowhenua
- Distrito de Hurunui
- Distrito de Kaikoura
- Distrito de Kaipara
- Distrito de Kapiti Coast
- Distrito de Kawerau
- Distrito de Mackenzie (Nova Zelândia)
- Distrito de Manawatu
- Distrito de Marlborough
- Distrito de Masterton
- Distrito de Matamata-Piako
- Distrito de New Plymouth
- Distrito de Opotiki
- Distrito de Otorohanga
- Distrito de Queenstown-Lakes
- Distrito de Rangitikei
- Distrito de Rotorua
- Distrito de Ruapehu
- Distrito de Selwyn
- Distrito de South Taranaki
- Distrito de South Waikato
- Distrito de South Wairarapa
- Distrito de Southland
- Distrito de Stratford
- Distrito de Tararua
- Distrito de Tasmânia
- Distrito de Taupo
- Distrito de Thames-Coromandel
- Distrito de Timaru
- Distrito de Waikato
- Distrito de Waimakariri
- Distrito de Waimate
- Distrito de Waipa
- Distrito de Wairoa
- Distrito de Waitaki
- Distrito de Waitomo
- Distrito de Wanganui
- Distrito de Western Bay of Plenty
- Distrito de Westland
- Distrito de Whakatane
- Distrito de Whangarei